# Helldivers 2
Helldivers 2 är ett tredjepersons kooperativt actionspel utvecklat av svenska Arrowhead Game Studios och utgivet av Sony Interactive Entertainment. Spelet släpptes 8 februari 2024 för Playstation 5 och Windows PC, och den 26 augusti 2025 för Xbox Series. Precis som i föregångaren Helldivers samarbetar spelare i fyrmannalag för att genomföra procedurgenererade uppdrag på varierande planeter och försvara Superjordens demokrati mot utomjordiska styrkor i tre olika falanger - Terminids, Automatons och Illuminate.
Utvecklingen baserades på originalet från 2015, denna gång i på tredjepersonsperspektiv istället för fågelperspektiv samt modern grafikmotor (svenskutvecklade Bitsquid, senare Autodesk Stingray).
Uppdragen omfattar sabotage, försvar av viktiga anläggningar och eskort av personal med dynamiska vädereffekter och terrängförändringar. Understöd från spelarens skepp i omloppsbana, men eftersom alla vapen i spelet kan skada lagkamrater behöver placering och tidpunkt väljas med omsorg. Kriget fortgår hela tiden och genom en översiktskarta kan spelare följa vilka territorier och planeter som kontrolleras av vilken falang. Arrowhead har anställda spelledare som ser till att skapa nya scenarion och hot genom att sätta press från olika fiender och fronter.
Lanseringen blev en kommersiell succé och Helldivers 2 sålde 12 miljoner exemplar på de tolv första veckorna.